# Campeonato Europeo Sub-16 de la UEFA 1990
El Campeonato Europeo Sub-16 de la UEFA 1990 se llevó a cabo en Alemania Oriental del 17 al 27 de mayo y contó con la participación de 16 selecciones infantiles de Europa provenientes de una fase eliminatoria.
Checoslovaquia venció en la final a Yugoslavia para conseguir su primer título continental de la categoría.

## Participantes
| - Bélgica - Checoslovaquia - Chipre - Dinamarca | - Alemania Democrática - Francia - Hungría - Irlanda del Norte | - Polonia - Portugal - Escocia - España | - Suecia - Turquía - Alemania Federal - Yugoslavia |

## Fase de grupos

### Grupo A
| País              | J | G | E | P | GF | GC | GD | Pts |
| ----------------- | - | - | - | - | -- | -- | -- | --- |
| Portugal          | 3 | 2 | 1 | 0 | 7  | 4  | +3 | 5   |
| Dinamarca         | 3 | 2 | 0 | 1 | 10 | 3  | +7 | 4   |
| Irlanda del Norte | 3 | 1 | 0 | 2 | 3  | 8  | -5 | 2   |
| Turquía           | 3 | 0 | 1 | 2 | 2  | 7  | -5 | 1   |

| Equipo 1          | Resultado | Equipo 2          |
| ----------------- | --------- | ----------------- |
| Irlanda del Norte | 1-2       | Portugal          |
| Dinamarca         | 3-0       | Turquía           |
| Irlanda del Norte | 0-6       | Dinamarca         |
| Portugal          | 2-2       | Turquía           |
| Turquía           | 0-2       | Irlanda del Norte |
| Portugal          | 3-1       | Dinamarca         |

### Grupo B
| País    | J | G | E | P | GF | GC | GD | Pts |
| ------- | - | - | - | - | -- | -- | -- | --- |
| Polonia | 3 | 2 | 1 | 0 | 6  | 1  | +5 | 5   |
| Suecia  | 3 | 1 | 2 | 0 | 6  | 3  | +3 | 4   |
| Chipre  | 3 | 1 | 0 | 2 | 2  | 6  | -4 | 2   |
| Hungría | 3 | 0 | 1 | 2 | 2  | 6  | -4 | 1   |

| Equipo 1 | Resultado | Equipo 2 |
| -------- | --------- | -------- |
| Polonia  | 3-0       | Chipre   |
| Suecia   | 2-2       | Hungría  |
| Hungría  | 0-2       | Chipre   |
| Polonia  | 1-1       | Suecia   |
| Hungría  | 0-2       | Polonia  |
| Chipre   | 0-3       | Suecia   |

### Grupo C
| País             | J | G | E | P | GF | GC | GD | Pts |
| ---------------- | - | - | - | - | -- | -- | -- | --- |
| Checoslovaquia   | 3 | 2 | 1 | 0 | 5  | 0  | +5 | 5   |
| Alemania Federal | 3 | 1 | 2 | 0 | 6  | 2  | +4 | 4   |
| Francia          | 3 | 0 | 2 | 1 | 2  | 4  | -2 | 2   |
| Escocia          | 3 | 0 | 1 | 2 | 2  | 9  | -7 | 1   |

| Equipo 1         | Resultado | Equipo 2         |
| ---------------- | --------- | ---------------- |
| Checoslovaquia   | 0-0       | Alemania Federal |
| Francia          | 1-1       | Escocia          |
| Checoslovaquia   | 2-0       | Francia          |
| Alemania Federal | 5-1       | Escocia          |
| Escocia          | 0-3       | Checoslovaquia   |
| Francia          | 1-1       | Alemania Federal |

### Grupo D
| País                 | J | G | E | P | GF | GC | GD | Pts |
| -------------------- | - | - | - | - | -- | -- | -- | --- |
| Yugoslavia           | 3 | 3 | 0 | 0 | 4  | 0  | +4 | 6   |
| España               | 3 | 2 | 0 | 1 | 4  | 2  | +2 | 4   |
| Alemania Democrática | 3 | 0 | 1 | 2 | 2  | 5  | -3 | 1   |
| Bélgica              | 3 | 0 | 1 | 2 | 1  | 4  | -3 | 1   |

| Equipo 1             | Resultado | Equipo 2             |
| -------------------- | --------- | -------------------- |
| España               | 3-1       | Alemania Democrática |
| Bélgica              | 0-2       | Yugoslavia           |
| España               | 1-0       | Bélgica              |
| Alemania Democrática | 0-1       | Yugoslavia           |
| Yugoslavia           | 1-0       | España               |
| Alemania Democrática | 1-1       | Bélgica              |

## Fase final
|  | Semifinales            | Semifinales            |   |                    | Final              | Final |  |
|  |                        |                        |   |                    |                    |       |  |
|  |                        |                        |   |                    |                    |       |  |
|  | Sömmerda, 24 de mayo   |                        |   |                    |                    |       |  |
|  | Polonia                | 1                      |   |                    |                    |       |  |
|  | Yugoslavia             | 4                      |   |                    |                    |       |  |
|  |                        |                        |   |                    |                    |       |  |
|  |                        |                        |   |                    | Erfurt, 27 de mayo |       |  |
|  |                        |                        |   |                    | Yugoslavia         | 2     |  |
|  |                        | Checoslovaquia (t. s.) | 3 |                    |                    |       |  |
|  |                        |                        |   |                    |                    |       |  |
|  |                        |                        |   |                    |                    |       |  |
|  |                        |                        |   |                    | Tercer lugar       |       |  |
|  | Nordhausen, 24 de mayo | Nordhausen, 24 de mayo |   | Erfurt, 27 de mayo | Erfurt, 27 de mayo |       |  |
|  | Portugal               | 0 (3)                  |   | Portugal           | 2                  |       |  |
|  | Checoslovaquia (pen.)  | 0 (5)                  |   |                    | Polonia            | 3     |  |

## Campeón
| Eurocopa Sub-16 1990      |
| ------------------------- |
| Bandera de Checoslovaquia |
| Checoslovaquia 1º Título  |